# Mentzelia eremophila
Mentzelia eremophila är en brännreveväxtart som först beskrevs av Jepson, och fick sitt nu gällande namn av H.J. Thompson och Joyce Roberts. Mentzelia eremophila ingår i släktet Mentzelia och familjen brännreveväxter. Inga underarter finns listade i Catalogue of Life.